# إد بولهمز (آيت بوياسين)
إد بولهمز هو دُوَّار يقع بجماعة سيدي مبارك، إقليم سيدي إفني، جهة كلميم واد نون في المملكة المغربية. ينتمي الدوّار لمشيخة آيت بوياسين التي تضم 80 دواوير. يقدر عدد سكانه بـ 159 نسمة حسب الإحصاء الرسمي للسكان والسكنى لسنة 2004.

## روابط خارجية
- البوابة الوطنية للجماعات الترابية
- المندوبية السامية للتخطيط